# Terebra bridgesi
Terebra bridgesi is een slakkensoort uit de familie van de Terebridae. De wetenschappelijke naam van de soort is voor het eerst geldig gepubliceerd in 1908 door Dall.